# بیمارستان امام هادی (فراشبند)
بیمارستان امام هادی بیمارستانی است درمانی واقع در شهر فراشبند، استان فارس وابسته به دانشگاه علوم پزشکی شیراز با ظرفیت ۴۸ تخت فعال که در سال ۱۳۹۱ شمسی تأسیس گردید.
بخش‌های بستری موجود در این بیمارستان عبارتند از: زنان و زایمان، داخلی، اطفال، جراحی عمومی، جراحی زنان و زایمان، قلب و عروق و اورژانس بستری